# Преторианска гвардия
Преторианците (на латински: praetoriani) са личната гвардия на римските императори. Тази отбрана войска е образувана от съществуващите през републиканско време отряди лични телохранители при щаба на всеки военачалник.
Впоследствие за поддържането на реда в Италия и най-вече в Рим по време на гражданските войни, император Август създава 9 кохорти преторианска гвардия (cohortes praetoriani), под командването на преториански префект (praefectus praetorio), с обща численост 4500 души. Впоследствие броят им е увеличен на 14 кохорти.
По своята същност подразделенията на преторианците представляват кохорти от смесен тип всяка от които под командването на трибун, като 1/5 от тях съставлява кавалерията, набирана от най-добрите конници в империята. Знакът на преторианските кохорти е червен вексилум с изображение на скорпион върху него. Върху щандартите често се поместват и изображения на орли, като в легиона.
Войниците за преторианските подразделения са набирани главно от италийците (до управлението на Септимий Север). Те имат ред привилегии – служат 16 (а не 20 или 26) години, заплатата е 3 пъти по-висока от тази на обикновения легионер (720 денария годишно), а при уволнението си получават 5000 денария (за разлика от обикновения легионер – 3000). Често всеки нов император изплаща премии на гвардейците, за да гарантира благоразположението им. Август държи в Рим не повече от 3 кохорти. Останалите лагеруват в околните градове. При Тиберий преторианците са събрани в Рим и им е изграден постоянен лагер (Castra praetoria).
При изпълнение на служебни дела и в двореца преторианците носят тоги. На парадите са с богато украсени шлемове и мускулни кираси от елинистически тип, кама, меч, червени туники и плащове. На обточените им с бронз щитове (овални или правоъгълни) са изобразявани мълниите на Юпитер и скорпиони.
През I век преторианците рядко участват във военни действия, но с голям ентусиазъм правят заговори и преврати и издигали свои избраници. С тяхна помощ след убийството на Калигула на престола се възкачва чичо му Клавдий. След самоубийството на Нерон преторианците убиват следващия император Галба, защото последният отказал да им изплати премиите, с които да купи тяхната лоялност. Вителий разпуснал част от гвардията, била се на страната на противника му Отон. Недоволните преторианци подкрепят следващия претендент за трона Веспасиан, който реорганизира намалялата вследствие на гражданските войни гвардия в 9 кохорти, попълвайки я с предани на него легионери. Домициан добавя още 1 кохорта и броят им отново става 10.
Към края на I век преторианците започват да се използват от императорите при военни действия. През 80-те години гвардейците водят ожесточени боеве с даките по долното течение на Дунав, а през 86 г. преторианският префект Корнелий Фускус загива в бой с варварите. След убийството на Домициан, в което също участват преторианците, непопулярният сред войската император Нерва осиновява военачалника Траян и го прави преториански префект. Гвардейците участват в кампаниите на императора срещу даките (102 – 107 г.) и в похода му срещу партите през 115 – 117 г.
През II век, във връзка с възраждането на традицията императорът лично да ръководи бойните действия, преторианската гвардия се превръща от дворцова в полева част. Те съпровождат Луций Вер на изток през 162 – 166 г. и Марк Аврелий във войната му срещу квадите и маркоманите (169 – 180 г.). При Комод преторианците отново започват да играят значителна роля в политиката. Префектите му Перен и Клеандър фактически управляват държавата. След убийството на Комод разхайтените гвардейци обявяват търг за императорското място, купено от Дидий Юлиан. Подкрепеният от дунавските легиони военачалник Септимий Север ги разпуска, а от преданите си войници набира нова гвардия. Тя го следва вярно в походите му срещу другия узурпатор Клодий Албин (197), срещу Песцений Нигер и партите на изток (197 – 202) и срещу пиктите в Британия (208 – 211).
През III в. преторианските префекти концентрират все повече власт в ръцете си, назначавайки и сваляйки чиновниците из цялата империя, но често са убивани от своите подчинени. Играят важна роля за налагането на т.нар. войнишки императори, какъвто е Максимин Трак през 235 г. Нерядко застават на страната на претендента, предложил им повече пари, или сами се обявяват за императори. Такъв е случаят с Макрин и Филип Арабина, организирали съответно убийствата на император Каракала и Гордиан III и узурпирали престола, както и префектите Проб и Кар. Диоклециан съкращава числеността на преторианците, а Константин през 312 г. окончателно разпуска гвардията след битката при Милвийския мост, тъй като издигат и подкрепят противника му Максенций.
Длъжността praefectus praetorio обаче остава, като се трансформирала в началник на тайната полиция.
Със създаването на преторианската гвардия Август създава полицейските части вигилии и градските кохорти.

## Преносно значение
В днешни времена думата „преторианец“ се използва в ироничен смисъл за обозначаване на много верен, фанатично предан сподвижник на даден общественик.

## Галерия
- Преторианец открива скрития Клавдий при убийството на Калигула през 41 година
- Прокламацията на Клавдий за император
- Съвременна възстановка на преторианец
- Преториански знаменосец (вексилифер)